# Карпането Пјачентино
Карпането Пјачентино је насеље у Италији у округу Пјаченца, региону Емилија-Ромања.
Према процени из 2011. у насељу је живело 4802 становника. Насеље се налази на надморској висини од 115 м.

## Становништво
| 1951. | 1961. | 1971. | 1981. | 1991. | 2001. | 2011. |
| ----- | ----- | ----- | ----- | ----- | ----- | ----- |
| 7.680 | 6.823 | 6.252 | 6.310 | 6.206 | 6.881 | 7.537 |